# IC 795
IC 795 ist eine Spiralgalaxie mit aktivem Galaxienkern vom Hubble-Typ S im Sternbild Coma Berenices am Nordsternhimmel. Sie ist schätzungsweise 289 Millionen Lichtjahre von der Milchstraße entfernt und hat einen Durchmesser von etwa 40.000 Lichtjahren.
Im selben Himmelsareal befinden sich u. a. die Galaxien NGC 4455, IC 791, IC 3359, IC 3429.
Das Objekt wurde am 5. Juni 1893 vom französischen Astronomen Stéphane Javelle entdeckt.